# 马泰娅·普莱蒂科西奇
马泰娅·普莱蒂科西奇（1998年4月24日—），黑山女子手球运动员。她曾代表黑山国家队参加2020年夏季奥林匹克运动会女子手球比赛，获得第6名。